# Верховный суд Российской Федерации
Верховный суд Российской Федерации (неофиц. сокр. ВС РФ) — высший судебный орган по гражданским делам, разрешению экономических споров, уголовным, административным и иным делам, подсудным судам общей юрисдикции и арбитражным судам, образованным в соответствии с федеральным конституционным законом и осуществляющим судебную власть посредством гражданского, арбитражного, административного и уголовного судопроизводства, а также осуществляет в предусмотренных федеральным законом процессуальных формах судебный надзор за деятельностью судов общей юрисдикции и арбитражных судов и дает разъяснения по вопросам судебной практики. Расположен в бывшем здании Верховного Суда СССР в Москве.
Правовой статус Верховного суда Российской Федерации, существовавший с момента принятия Конституции Российской Федерации от 12 декабря 1993 года, когда он был высшей инстанцией в системе федеральных судов общей юрисдикции, изменён Президентом Российской Федерации, подписавшим 5 февраля 2014 года Закон № 2-ФКЗ о поправке к Конституции Российской Федерации «О Верховном Суде Российской Федерации и прокуратуре Российской Федерации». На основании этого закона произошло объединение Верховного и Высшего арбитражного судов Российской Федерации в новый орган, являющийся их правопреемником, — Верховный суд Российской Федерации, который с момента начала своей работы не принадлежит к системе федеральных судов общей юрисдикции.
Согласно статье 22 ФКЗ «О Верховном Суде Российской Федерации», местом постоянного пребывания Верховного суда Российской Федерации является город Санкт-Петербург, однако это положение вступает в силу с даты начала осуществления Верховным судом Российской Федерации своих полномочий в этом городе, которая устанавливается Президентом Российской Федерации по согласованию с Верховным судом Российской Федерации. До наступления указанной даты Верховный суд Российской Федерации осуществляет свои полномочия в городе Москве.
Является юридическим лицом с особой организационно-правовой формой.

## История
Верховный суд РСФСР был образован 1 января 1923 года в результате судебной реформы 1922 года. Председателем Верховного суда стал П. И. Стучка, заместителем председателя — О. Я. Карклин. 23 февраля 1923 года был утвержден штат Верховного суда РСФСР, включавший 353 сотрудника, в том числе 32 судьи. В составе Верховного суда были образованы Президиум, Пленарное заседание (впоследствии — Пленум), Кассационные коллегии по гражданским и уголовным делам, Судебная коллегия (позднее разделена на две судебные коллегии — по гражданским и уголовным делам), Военная коллегия, Военно-транспортная коллегия, Дисциплинарная коллегия. В 1925 году Военная и Военно-транспортная коллегии были переведены в состав Верховного суда СССР.
Положением о судоустройстве РСФСР 1926 года было определено, что Пленарное заседание Верховного суда ведает истолкованием законов по всем вопросам судебной практики в области процессуального и материального права. Кроме того, Президиум Верховного суда был наделен полномочиями суда надзорной инстанции.
В 1929 году Верховный суд РСФСР вошел в состав Наркомюста РСФСР, а председатель Верховного суда стал одновременно заместителем наркома юстиции РСФСР. Верховный суд был обязан руководствоваться не только действующим законодательством, но и общими директивами ВЦИК, СНК РСФСР и наркома юстиции.
Самостоятельность Верховному суду была возвращена с принятием Конституции РСФСР 1937 года, согласно которой суд и прокуратура были выведены из состава Наркомюста. По Конституции Верховный суд РСФСР являлся высшим судебным органом Республики и избирался Верховным Советом РСФСР сроком на пять лет. На него возлагался надзор за судебной деятельностью всех судебных органов РСФСР, автономных республик, краев и областей.
В 1938 году из состава Верховного суда РСФСР были исключены Президиум, Пленум и Специальная коллегия, Верховный суд стал действовать только в составе коллегии по уголовным делам и коллегии по гражданским делам. Кроме того, в условиях централизации судебной системы в законе о судоустройстве 1938 года особо указывалось, что Верховному суду не предоставляется права давать руководящие разъяснения по вопросам применения законодательства.
В 1954 году в составе Верховного суда РСФСР был восстановлен Президиум. В 1960 году был принят закон о судоустройстве РСФСР, в соответствии с которым на Верховный суд РСФСР был возложен надзор за судебной деятельностью всех судебных органов РСФСР, ему было предоставлено право законодательной инициативы. Верховный суд избирался Верховным Советом РСФСР сроком на пять лет и состоял из председателя, заместителей председателя, членов Верховного суда и народных заседателей; суд действовал в составе Президиума, Пленума, Судебных коллегий по гражданским и уголовным делам. К компетенции Верховного суда были отнесены: рассмотрение гражданских и уголовных дел по первой инстанции, отнесенных к его ведению; рассмотрение тех же дел в кассационном порядке и в порядке надзора; изучение судебной практики и дача руководящих разъяснений судам о применении законодательства.
С 1961 года стал выходить «Бюллетень Верховного суда РСФСР».
Законом 1972 года было определено, что Президиум Верховного суда РСФСР рассматривает дела по протестам на решения, приговоры и определения судебных коллегий Верховного суда, а также на постановления судей Верховного суда. К компетенции Пленума Верховного суда РСФСР были отнесены: дача судам руководящих разъяснений по вопросам применения законодательства; вхождение в Президиум Верховного Совета РСФСР с законодательной инициативой; утверждение составов судебных коллегий и ряд других вопросов.
Постановлением Президиума Верховного Совета РСФСР от 28 декабря 1991 года был упразднен Верховный суд СССР. Его правопреемником объявлялся Верховный суд РСФСР,  которому передавалось все недвижимое имущество, архив, фонд законодательных материалов, ранее принадлежавшие Верховному суду СССР. Верховный Суд РСФСР наделялся правом рассматривать все судебные дела и жалобы на судебные постановления, ранее относившиеся к юрисдикции союзных властей. В тот же день, 28 декабря 1991 года, Президиум Верховного Совета РСФСР принял постановление «О военно-судебных органах, дислоцированных на территории РСФСР», в соответствии с которым в составе Верховного суда РСФСР была восстановлена Военная коллегия, осуществляющая надзор за судебной деятельностью военных судов.
В 2011 году в составе Верховного суда была образована Судебная коллегия по административным делам, председателем которой стал П. П. Серков.
В 2013 году президент России В. В. Путин, выступая на Петербургском международном экономическом форуме, предложил объединить Верховный суд Российской Федерации и Высший арбитражный суд Российской Федерации. Соответствующие изменения в Конституцию были внесены законом от 5 февраля 2014 года. Высший арбитражный суд был упразднен 6 августа 2014 года. В составе Верховного суда были образованы новые коллегии — Судебная коллегия по экономическим спорам, к компетенции которой был отнесен кассационный пересмотр судебных актов арбитражных судов, а также Дисциплинарная коллегия, заменившая Дисциплинарное судебное присутствие. Общая штатная численность судейского корпуса Верховного суда была увеличена со 125 до 170 судей. Всего в состав объединенного суда Советом Федерации был назначен 91 судья (53,5 % от общего числа), в том числе 61 судья из действующего Верховного суда, 16 судей Высшего арбитражного суда и 14 судей из региональных судов.
В 2024 году скончался председатель Верховного суда В. М. Лебедев, находившийся на этом посту с 1989 года. Новым председателем была назначена И. Л. Подносова, занимавшая должность заместителя председателя Верховного суда — председателя Судебной коллегии по экономическим спорам.

## Полномочия
В соответствии со статьей 126 Конституции Российской Федерации и федеральным конституционным законом от 5 февраля 2014 года Верховный суд Российской Федерации является высшим судебным органом по гражданским делам, разрешению экономических споров, уголовным, административным и иным делам, подсудным судам общей юрисдикции и арбитражным судам.
Верховный суд Российской Федерации осуществляет в предусмотренных федеральным законом процессуальных формах судебный надзор за деятельностью судов общей юрисдикции и арбитражных судов, рассматривая гражданские дела, дела по разрешению экономических споров, уголовные, административные и иные дела, подсудные указанным судам, в качестве суда надзорной инстанции, а также в пределах своей компетенции в качестве суда апелляционной и кассационной инстанций. Конкретные полномочия Верховного суда по рассмотрению тех или иных дел определены процессуальным законодательством — ГПК РФ, УПК РФ, АПК РФ, КАС РФ и другими законами.
В качестве суда первой инстанции Верховный суд Российской Федерации рассматривает ряд административных дел, в том числе дела об оспаривании нормативных актов ряда федеральных органов (Президент, Правительство, федеральные органы исполнительной власти, Генеральная прокуратура, Следственный комитет, Судебный департамент, Банк России, ЦИК России, СФР, ФОМС, а также государственные корпорации); дела об оспаривании ненормативных актов Президента, Правительства, Совета Федерации, Государственной думы и ряда других органов; дела о приостановлении деятельности политических партий, общероссийских и международных общественных объединений, о ликвидации политических партий, общероссийских и международных общественных объединений, о ликвидации централизованных религиозных организаций; дела о прекращении деятельности СМИ, продукция которых предназначена для распространения на территориях двух и более субъектов Российской Федерации; дела  по разрешению споров между федеральными органами государственной власти и органами государственной власти субъектов Российской Федерации, между органами государственной власти субъектов Российской Федерации, переданных на рассмотрение в Верховный Суд Российской Федерации Президентом Российской Федерации и ряд других. Также Верховный суд рассматривает в качестве суда первой инстанции дела по разрешению экономических споров между федеральными органами государственной власти и органами государственной власти субъектов Российской Федерации, между высшими органами государственной власти субъектов Российской Федерации.

## Структура Верховного суда Российской Федерации
В структуру Верховного суда Российской Федерации входят:
- Пленум;
- Президиум;
- Апелляционная коллегия;
- Судебная коллегия по административным делам;
- Судебная коллегия по гражданским делам;
- Судебная коллегия по экономическим спорам;
- Судебная коллегия по уголовным делам;
- Судебная коллегия по делам военнослужащих;
- Дисциплинарная коллегия.

Кроме того, действуют аппарат Верховного суда Российской Федерации и Научно-консультативный совет при Верховном суде Российской Федерации.
Также функционирует Судебный департамент при Верховном суде Российской Федерации — ведомство для обеспечения деятельности нижестоящих судов общей юрисдикции, подчиняющееся председателю Верховного суда Российской Федерации и Совету судей Российской Федерации.

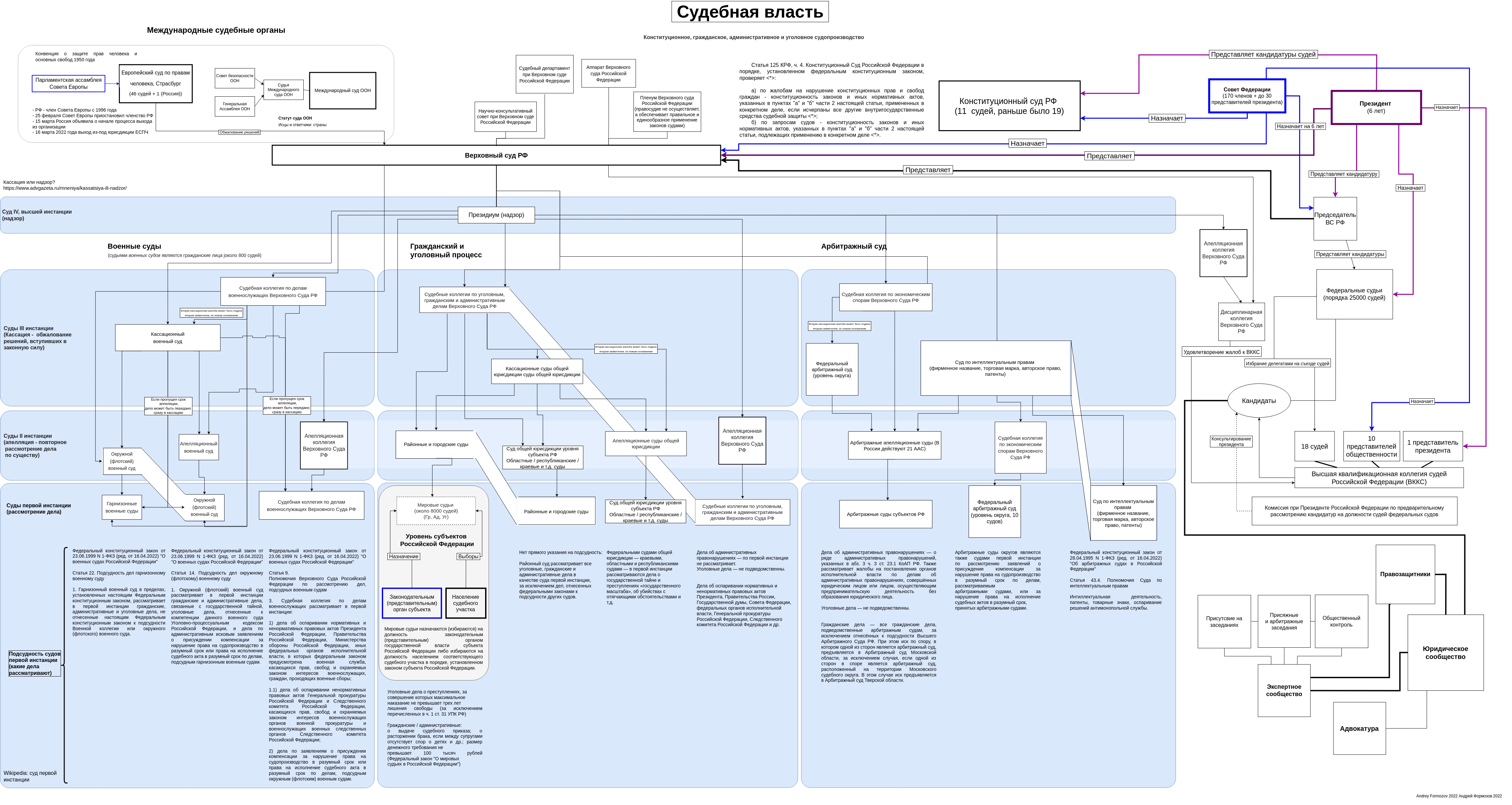
Верховный суд в судебной системе Российской Федерации — суд высшей инстанции, осуществляющий надзор.

### Пленум Верховного суда Российской Федерации
Пленум Верховного суда Российской Федерации является общим собранием судей Верховного суда Российской Федерации. Число судей устанавливается ч.1 ст.3 Федерального конституционного закона от 5 февраля 2014 года N 3-ФКЗ «О Верховном Суде Российской Федерации».
Пленум издаёт разъяснения по судебной практике и практике применения судами законодательства, являющиеся обязательными для всех судов общей юрисдикции в России.

### Президиум Верховного суда Российской Федерации
Президиум Верховного суда Российской Федерации состоит из 13 судей, часть из которых входит в него по должности (Председатель Верховного суда и его заместители), а часть — утверждается из числа судей Верховного суда Российской Федерации Советом Федерации Федерального собрания РФ по представлению Президента Российской Федерации, основанному на представлении председателя Верховного суда Российской Федерации. Утверждение Президиума Верховного суда Российской Федерации производится при наличии положительного заключения Высшей квалификационной коллегии судей Российской Федерации.
Президиум возглавляется председателем Верховного суда Российской Федерации (или заместителем председателя — в случае временного исполнения им обязанностей Председателя).
Заседания Президиума Верховного суда Российской Федерации проводятся не реже одного раза в месяц и правомочны при наличии большинства членов Президиума. Постановление Президиума Верховного суда Российской Федерации принимается большинством голосов членов Президиума, участвующих в заседании, и подписывается Председателем Верховного суда Российской Федерации.
Президиум Верховного суда Российской Федерации обладает следующими полномочиями:
1. в пределах своих полномочий рассматривает по надзорным жалобам и представлениям судебные дела в порядке надзора, а уже рассматривавшийся в порядке надзора — рассматривает по вновь открывшимся обстоятельствам;
2. рассматривает материалы изучения и обобщения судебной практики, анализа судебной статистики;
3. рассматривает вопросы организации работы судебных коллегий и аппарата Верховного суда Российской Федерации;
4. оказывает помощь нижестоящим судам в правильном применении законодательства, координируя эту деятельность с Судебным департаментом при Верховном суде Российской Федерации;
5. осуществляет другие полномочия, предоставленные ему законодательством[21][10].

### Апелляционная коллегия
Апелляционная коллегия Верховного суда Российской Федерации состоит из председателя Апелляционной коллегии, заместителя председателя Апелляционной коллегии и 10 членов из числа судей Верховного суда. Председатель и заместитель председателя Апелляционной коллегии Верховного суда назначается на должность Советом Федерации по представлению Президента Российской Федерации. Члены Апелляционной коллегии Верховного суда избираются из числа судей Верховного суда Пленумом Верховного суда по представлению Председателя Верховного суда сроком на пять лет.
При этом Председатель Апелляционной коллегии и его заместитель являются в Верховном суде только членами данной коллегии и Председатель не является заместителем председателя ВС РФ (в отличие от председателей других коллегий), а остальные члены — входят наряду с этим в судебные коллегии ВС России.
Судьи, относящиеся ко второй группе, в период между её заседаниями участвуют в рассмотрении дел в составе соответствующей судебной коллегии с соблюдением требования о недопустимости повторного участия судьи в рассмотрении одного и того же дела.
Апелляционная коллегия Верховного суда Российской Федерации:
1. рассматривает в качестве суда второй (апелляционной) инстанции в соответствии с процессуальным законодательством Российской Федерации дела, подсудные Верховному суду Российской Федерации, решения по которым в качестве суда первой инстанции вынесены судебными коллегиями Верховного суда Российской Федерации;
2. рассматривает в пределах своих полномочий дела по новым или вновь открывшимся обстоятельствам;
3. обращается в Конституционный суд Российской Федерации на основании части 4 статьи 125 Конституции Российской Федерации с запросом о конституционности закона, подлежащего применению в конкретном деле;
4. осуществляет иные полномочия в соответствии с федеральными законами.

Рассмотрение судебных дел Апелляционной коллегией Верховного Суда Российской Федерации осуществляется в соответствии с Гражданским процессуальным кодексом Российской Федерации, Кодексом Российской Федерации об административных правонарушениях, Уголовно-процессуальным кодексом Российской Федерации и Кодексом административного судопроизводства Российской Федерации.

### Судебные коллегии
Судебные коллегии (Судебная коллегия по гражданским делам, Судебная коллегия по экономическим спорам, Судебная коллегия по административным делам, Судебная коллегия по уголовным делам и коллегия по делам военнослужащих) Верховного суда Российской Федерации утверждаются Пленумом Верховного суда из числа судей Верховного суда.
Председатель Верховного суда Российской Федерации в необходимых случаях вправе своим распоряжением привлекать судей одной коллегии для рассмотрения дел в составе другой коллегии.
Судебные коллегии Верховного суда России рассматривают в пределах своих полномочий дела в качестве первой и апелляционной инстанций, в кассационном порядке (по жалобам и представлениям на приговоры, определения и постановления судов областного (военных судов окружного) уровня), по вновь открывшимся обстоятельствам.
Судебные коллегии изучают и обобщают судебную практику, анализируют судебную статистику и осуществляют другие полномочия, предоставленные им законодательством.
Особенностью коллегии по делам военнослужащих Верховного суда Российской Федерации является то, что это непосредственно вышестоящая судебная инстанция по отношению к кассационным военным судам, является высшей инстанцией по отношению к другим военным судам (ст. 10 ФКЗ «О военных судах Российской Федерации»). Коллегия по делам военнослужащих образуется в составе председателя коллегии и судей-членов коллегии.
Коллегия по делам военнослужащих рассматривает в первой инстанции:
- дела об оспаривании нормативных и ненормативных правовых актов Президента Российской Федерации, Правительства Российской Федерации, Министерства обороны Российской Федерации, иных федеральных органов исполнительной власти, в которых федеральным законом предусмотрена военная служба, касающихся прав, свобод и охраняемых законом интересов военнослужащих, граждан, проходящих военные сборы;
- дела об оспаривании ненормативных правовых актов Генеральной прокуратуры Российской Федерации и Следственного комитета Российской Федерации, касающихся прав, свобод и охраняемых законом интересов военнослужащих органов военной прокуратуры и военнослужащих военных следственных органов Следственного комитета Российской Федерации.

### Порядок рассмотрения дел

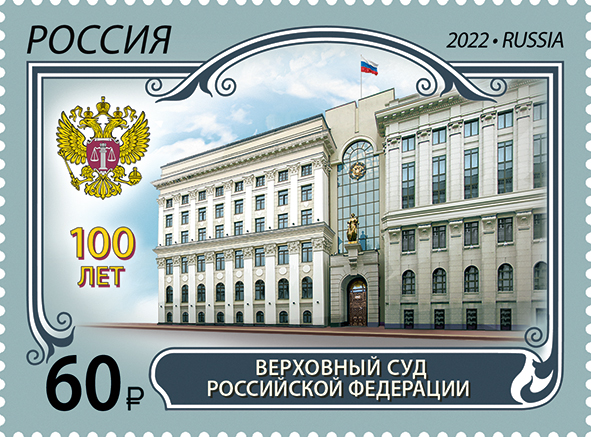
Почтовая марка 2022 год. 100 лет Верховному Суду Российской Федерации

Верховный суд рассматривает дела в следующем составе:
- в первой инстанции административные дела рассматривает судья единолично либо коллегия, состоящая из 3 судей, дела об административных правонарушениях — судья единолично;
- дела по кассационным жалобам и представлениям на решения, приговоры, определения и постановления судов областного уровня, окружных и флотских военных судов, рассматривает коллегия, состоящая из 3 судей;
- дела по надзорным жалобам и представлениям на решения, приговоры, определения и постановления судов, вступившие в законную силу, рассматривает в судебных коллегиях — коллегия, состоящая из 3 судей, в Президиуме — полномочный состав такового (см. выше).

Верховный суд издает «Бюллетень Верховного Суда Российской Федерации», в котором публикуются решения по гражданским и уголовным делам, обзоры судебной практики, аналитические материалы и статистические данные о работе судов общей юрисдикции и др. материалы.

## Состав Верховного суда Российской Федерации
В состав Верховного суда Российской Федерации входят 170 судей, в том числе председатель, 7 заместителей председателя, председатель Апелляционной коллегии, заместитель председателя Апелляционной коллегии, 33 судьи Судебной коллегии по административным делам, 32 судьи Судебной коллегии по гражданским делам, 30 судей Судебной коллегии по экономическим спорам, 60 судей Судебной коллегии по уголовным делам, 5 судей Судебной коллегии по делам военнослужащих.
Председатель Верховного суда Российской Федерации обладает следующими полномочиями:
- обеспечивает решение относящихся к его компетенции вопросов организации деятельности Верховного суда Российской Федерации, системы судов общей юрисдикции и системы арбитражных судов;
- организует работу по изучению и обобщению судебной практики, анализу судебной статистики;
- созывает Пленум Верховного суда Российской Федерации и председательствует в его заседаниях;
- представляет на утверждение Пленума Верховного суда Российской Федерации кандидатуру секретаря Пленума Верховного суда Российской Федерации и состав Научно-консультативного совета при Верховном суде Российской Федерации;
- осуществляет планирование работы Пленума Верховного суда Российской Федерации, формирует повестку дня заседания Пленума Верховного суда Российской Федерации;
- созывает Президиум Верховного суда Российской Федерации и председательствует в его заседаниях;
- распределяет обязанности между заместителями Председателя Верховного суда Российской Федерации и судьями Верховного суда Российской Федерации;
- представляет Президенту Российской Федерации кандидатов для представления в Совет Федерации Федерального Собрания Российской Федерации для назначения в установленном порядке на должность судьи Верховного суда Российской Федерации, в том числе первого заместителя Председателя Верховного суда Российской Федерации, заместителей Председателя Верховного суда Российской Федерации — председателей судебных коллегий Верховного суда Российской Федерации, председателя Апелляционной коллегии Верховного суда Российской Федерации, заместителя председателя Апелляционной коллегии Верховного суда Российской Федерации, судьи Верховного суда Российской Федерации;
- представляет Президенту Российской Федерации кандидатуры судей Верховного суда Российской Федерации для назначения в установленном порядке на должность члена Президиума Верховного суда Российской Федерации;
- формирует судебные составы судебных коллегий Верховного суда Российской Федерации и назначает их председателей;
- представляет Президенту Российской Федерации кандидатов для назначения в установленном порядке на должности судей федеральных судов, в том числе на должности председателей и заместителей председателей кассационных судов общей юрисдикции, апелляционных судов общей юрисдикции, верховных судов республик, краевых, областных судов, судов городов федерального значения, суда автономной области, судов автономных округов, военных судов, арбитражных судов округов, арбитражных апелляционных судов, арбитражных судов субъектов Российской Федерации, Суда по интеллектуальным правам;
- представляет кандидатуры из числа судей судебных коллегий Верховного суда Российской Федерации для избрания Пленумом Верховного суда Российской Федерации судьями Апелляционной коллегии Верховного суда Российской Федерации и Дисциплинарной коллегии Верховного суда Российской Федерации;
- вносит в Высшую квалификационную коллегию судей Российской Федерации представления о квалификационной аттестации судей Верховного суда Российской Федерации, а также о приостановлении или прекращении их полномочий;
- вносит в Высшую квалификационную коллегию судей Российской Федерации представления о квалификационной аттестации председателей и заместителей председателей кассационных судов общей юрисдикции, кассационного военного суда, апелляционных судов общей юрисдикции, апелляционного военного суда, верховных судов республик, краевых, областных судов, судов городов федерального значения, суда автономной области, судов автономных округов, окружных (флотских) военных судов, арбитражных судов округов, арбитражных апелляционных судов, арбитражных судов субъектов Российской Федерации, Суда по интеллектуальным правам, а также о приостановлении или прекращении их полномочий;
- вносит в Высшую квалификационную коллегию судей Российской Федерации представления о награждении государственными наградами Российской Федерации судей Верховного суда Российской Федерации, судов общей юрисдикции и арбитражных судов;
- вносит Президенту Российской Федерации представления о награждении государственными наградами Российской Федерации судей Верховного суда Российской Федерации, судов общей юрисдикции и арбитражных судов на основании решения Высшей квалификационной коллегии судей Российской Федерации;
- организует проверку сведений о поведении судей Верховного суда Российской Федерации, судов общей юрисдикции и арбитражных судов, не соответствующем предъявляемым к ним Законом Российской Федерации «О статусе судей в Российской Федерации» и кодексом судейской этики требованиям и умаляющем авторитет судебной власти;
- представляет Верховный суд Российской Федерации во взаимоотношениях с государственными органами, международными и межправительственными организациями;
- взаимодействует с Правительством Российской Федерации при разработке проекта федерального бюджета в части финансирования судов;
- назначает на должность и освобождает от должности Генерального директора Судебного департамента при Верховном суде Российской Федерации с согласия Совета судей Российской Федерации;
- назначает на должность и освобождает от должности заместителей Генерального директора Судебного департамента при Верховном суде Российской Федерации по представлению Генерального директора Судебного департамента при Верховном суде Российской Федерации;
- утверждает членов коллегии Судебного департамента при Верховном суде Российской Федерации, за исключением членов этой коллегии, входящих в ее состав по должности;
- вносит Президенту Российской Федерации в установленном порядке представления о присвоении классных чинов государственной гражданской службы Российской Федерации Генеральному директору Судебного департамента при Верховном суде Российской Федерации и представления о награждении государственными наградами Российской Федерации Генерального директора Судебного департамента при Верховном суде Российской Федерации;
- осуществляет общее руководство деятельностью аппарата Верховного суда Российской Федерации;
- назначает на должность и освобождает от должности работников аппарата Верховного суда Российской Федерации;
- вносит Президенту Российской Федерации в установленном порядке представления о присвоении классных чинов государственной гражданской службы Российской Федерации работникам аппарата Верховного суда Российской Федерации, присваивает в пределах своей компетенции работникам аппарата Верховного суда Российской Федерации классные чины государственной гражданской службы Российской Федерации;
- вносит Президенту Российской Федерации представления о награждении государственными наградами Российской Федерации работников аппарата Верховного суда Российской Федерации;
- устанавливает правила внутреннего распорядка Верховного суда Российской Федерации и осуществляет контроль за их соблюдением;
- издает в пределах своей компетенции приказы и распоряжения;
- принимает в соответствии с Законом Российской Федерации «О статусе судей в Российской Федерации» решение об увеличении размера единовременной социальной выплаты для приобретения или строительства жилых помещений либо решение об увеличении размера общей площади жилого помещения, предоставляемого в собственность, для заместителей Председателя Верховного суда Российской Федерации и судей Верховного суда Российской Федерации;
- осуществляет иные полномочия по организации работы Верховного суда Российской Федерации.

Заместители Председателя Верховного суда Российской Федерации:
- могут председательствовать в судебных заседаниях коллегий Верховного суда Российской Федерации;
- осуществляют в соответствии с распределением обязанностей руководство работой судебных коллегий Верховного суда Российской Федерации;
- по поручению Председателя Верховного суда Российской Федерации осуществляют отдельные полномочия, связанные с организацией деятельности Верховного Суда Российской Федерации;
- осуществляют другие полномочия, предоставленные им законодательством.

В случае отсутствия председателя Верховного суда Российской Федерации его права и обязанности осуществляет по его поручению один из заместителей.
Председатели Апелляционной коллегии и судебных коллегий Верховного суда Российской Федерации:
- председательствуют в судебных заседаниях руководимых ими коллегий или назначают для этого членов суда;
- образуют составы суда (палаты) для рассмотрения дел в судебных заседаниях коллегий;
- осуществляют руководство работой соответствующих коллегий;
- представляют Пленуму Верховного суда Российской Федерации отчёты о деятельности коллегий;
- вправе истребовать судебные дела для изучения и обобщения судебной практики;
- организуют работу по повышению квалификации членов суда соответствующей судебной коллегии;
- осуществляют другие полномочия, предоставленные им законодательством.

Председатель судебной коллегии по делам военнослужащих Верховного суда Российской Федерации, кроме того:
- принимает предусмотренные законом решения по жалобам и представлениям на вступившие в законную силу решения военных судов и Судебной коллегии по делам военнослужащих;
- вправе участвовать в рассмотрении дел Судебной коллегией по делам военнослужащих и председательствовать в судебных заседаниях;
- организует деятельность Судебной коллегии по делам военнослужащих;
- осуществляет иные полномочия, предусмотренные федеральным законом, и исполняет обязанности, возложенные на него Председателем Верховного Суда Российской Федерации.

### Персональный состав суда
По состоянию на август 2024 года численность судей Верховного суда Российской Федерации составляет 92 человека из 170.

Председатель Верховного суда Российской Федерации
- Подносова Ирина Леонидовна

Заместители председателя Верховного суда Российской Федерации
1. Серков Пётр Павлович — первый заместитель председателя Верховного суда Российской Федерации
2. Глазов Юрий Владимирович — заместитель председателя Верховного суда Российской Федерации — председатель Судебной коллегии по гражданским делам
3. Давыдов Владимир Александрович — заместитель председателя Верховного суда Российской Федерации — председатель Судебной коллегии по уголовным делам
4. Крупнов Игорь Владимирович — заместитель председателя Верховного суда Российской Федерации — председатель Судебной коллегии по административным делам
5. Иваненко Юрий Григорьевич — заместитель председателя Верховного суда Российской Федерации — председатель Судебной коллегии по экономическим спорам
6. Хомчик Владимир Владимирович — заместитель председателя Верховного суда Российской Федерации — председатель Судебной коллегии по делам военнослужащих
7. Рудаков Сергей Валентинович — заместитель председателя Верховного суда Российской Федерации — председатель Дисциплинарной коллегии

Судебная коллегия по административным делам
Судебный состав первой инстанции
1. Нефёдов Олег Николаевич, судья — председатель судебного состава
2. Кириллов Вячеслав Сергеевич, судья

2 судебный состав
1. Хаменков Владимир Борисович, судья — председатель судебного состава
2. Горчакова Елена Викторовна, судья

3 судебный состав
1. Александров Валентин Николаевич, судья — председатель судебного состава
2. Абакумова Ирина Даниловна, судья
3. Калинина Людмила Александровна, судья
4. Николаева Ольга Владимировна, судья

4 судебный состав
1. Кузьмичев Сергей Иванович, судья — председатель судебного состава

Судебная коллегия по гражданским делам
Судебный состав по гражданским делам
1. Асташов Сергей Васильевич, судья — председатель судебного состава
2. Горшков Вячеслав Валерьевич, судья
3. Киселев Александр Петрович, судья
4. Кротов Михаил Валентинович, судья
5. Марьин Андрей Николаевич, судья
6. Рябзин Роман Александрович, судья
7. Момотов Виктор Викторович, судья

Судебный состав по трудовым и социальным делам
1. Пчелинцева Людмила Михайловна, судья — председатель судебного состава
2. Вавилычева Татьяна Юрьевна, судья
3. Жубрин Михаил Александрович, судья
4. Фролкина Светлана Викторовна, судья

Судебный состав по семейным делам и делам о защите прав детей
1. Москаленко Юрий Павлович, судья — председатель судебного состава
2. Горохов Борис Александрович, судья
3. Назаренко Татьяна Николаевна, судья
4. Рыженков Андрей Михайлович, судья
5. Юрьев Игорь Михайлович, судья

Судебная коллегия по уголовным делам
Судебный состав докладчиков Президиума Верховного суда Российской Федерации
1. Дзыбан Александр Андреевич, судья — председатель судебного состава
2. Куменков Анатолий Викторович, судья
3. Хлебников Николай Леонидович, судья

1 судебный состав
1. Тимошин Николай Викторович, судья — председатель судебного состава
2. Борисов Олег Владимирович, судья
3. Дубовик Николай Павлович, судья
4. Зателепин Олег Кимович, судья
5. Земсков Евгений Юрьевич, судья
6. Колышницын Александр Сергеевич, судья
7. Шмотикова Светлана Анатольевна, судья
8. Эрдыниев Эдуард Борисович, судья

2 судебный состав
1. Иванов Геннадий Петрович, судья — председатель судебного состава
2. Абрамов Сергей Николаевич, судья
3. Рудаков Евгений Витальевич, судья
4. Лавров Николай Геннадиевич, судья
5. Пейсикова Елена Владимировна, судья
6. Романова Татьяна Анатольевна, судья

3 судебный состав
1. Зеленин Сергей Рэмович, судья — председатель судебного состава
2. Боровиков Владимир Петрович, судья
3. Ермолаева Татьяна Александровна, судья
4. Зыкин Василий Яковлевич, судья
5. Русаков Владимир Владимирович, судья
6. Шамов Алексей Викторович, судья
7. Фаргиев Ибрагим Аюбович, судья

4 судебный состав
1. Безуглый Николай Павлович, судья — председатель судебного состава
2. Карлин Алексей Петрович, судья
3. Кочина Ирина Геннадьевна, судья
4. Сабуров Дмитрий Энгельсович, судья
5. Таратута Игорь Викторович, судья
6. Хомицкая Татьяна Павловна, судья
7. Червоткин Александр Сергеевич, судья

Судебная коллегия по экономическим спорам
1 судебный состав
1. Кирейкова Галина Геннадьевна, судья — председатель судебного состава
2. Букина Ирина Александровна, судья
3. Ксенофонтова Надежда Александровна, судья
4. Зарубина Елена Николаевна, судья
5. Капкаев Денис Владимирович, судья
6. Корнелюк Екатерина Сергеевна, судья
7. Разумов Иван Васильевич, судья
8. Самуйлов Сергей Владимирович, судья
9. Шилохвост Олег Юрьевич, судья

2 судебный состав
1. Попов Владимир Валентинович, судья — председатель судебного состава
2. Борисова Елена Евгеньевна, судья
3. Грачева Ирина Леонидовна, судья
4. Попова Галина Геннадьевна, судья
5. Хатыпова Рамзия Асгатовна, судья
6. Чучунова Наталья Сергеевна, судья
7. Якимов Алексей Александрович, судья

3 судебный состав
1. Антонова Марина Коммунаровна, судья
2. Завьялова Татьяна Владимировна, судья
3. Тютин Денис Владимирович, судья
4. Першутов Анатолий Геннадьевич, судья
5. Пронина Марина Владимировна, судья

Судебная коллегия по делам военнослужащих
Судебный состав по делам военнослужащих
1. Крупнов Игорь Владимирович, судья — председатель судебного состава
2. Воронов Александр Владимирович, судья
3. Дербилов Олег Анатольевич, судья
4. Замашнюк Александр Николаевич, судья
5. Сокерин Сергей Григорьевич, судья

Апелляционная коллегия
1. Зайцев Владимир Юрьевич, судья — председатель коллегии
2. Зинченко Игорь Николаевич, судья — заместитель председателя коллегии

## Аппарат Верховного суда Российской Федерации
Для осуществления деятельности в аппарате Верховного суда создаются структурные подразделения: управления, отделы и секретариаты, которые утверждаются Положением об аппарате Верховного Суда Российской Федерации в соответствии со штатным расписанием.

## Штаб-квартира Верховного суда Российской Федерации

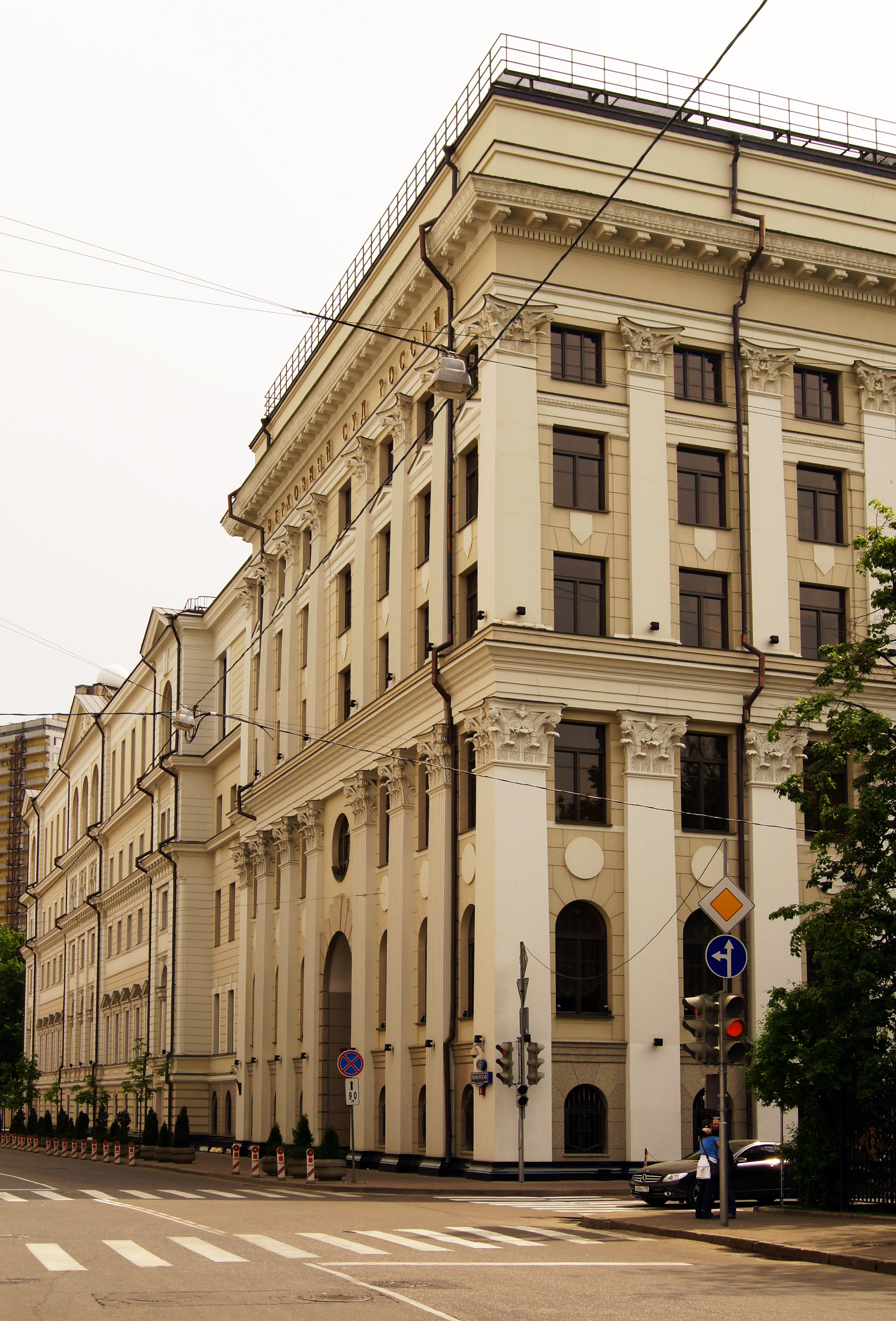
Главный корпус комплекса зданий Верховного суда России на углу Большого Ржевского переулка

Первоначально Верховному суду РСФСР были выделены три здания (дома № 6, 14 и 16) по Пречистенскому бульвару. В 1960-х годах резиденцией Верховного суда РСФСР стало здание доходного дома Иосифо-Волоколамского подворья на улице Куйбышева (Ильинке).
В 1992 году Верховному суду Российской Федерации было передано здание упраздненного Верховного суда СССР на Поварской улице, в связи с чем суд стал располагаться в двух зданиях (на Ильинке и Поварской). В 2006 году было закончено масштабное расширение комплекса на Поварской с возведением новых площадей, после чего Верховный суд в полном составе переехал в реконструированную штаб-квартиру.
В 2012 году на совещании в Администрации президента России было принято решение перенести Верховный суд и впоследствии упраздненный Высший арбитражный суд из Москвы в Санкт-Петербург. Разработка проекта судебного квартала, включающего здания Верховного суда и Судебного департамента при Верховном суде, была выполнена в 2016—2018 годах архитектурной мастерской Евгения Герасимова. Строительство судебного квартала началось в 2019 году на территории Ватного острова (Санкт-Петербург).